# Christian Frascella
Christian Frascella (Torino, 21 settembre 1973) è uno scrittore italiano.

## Biografia
Nato e cresciuto a Torino, dopo lavori saltuari anche in fabbrica come operaio si è dedicato alla scrittura a tempo pieno. Il suo primo romanzo, Mia sorella è una foca monaca, è stato pubblicato per Fazi editore nel 2009 e candidato al premio Viareggio. L'anno dopo, sempre per Fazi editore, torna con Sette piccoli sospetti. 
Nel 2011, con Einaudi editore, pubblica La sfuriata di Bet. Segue, ancora per Einaudi, Il panico quotidiano (2013), prova della maturità e d'impianto autobiografico. Sempre nel filone dei libri per ragazzi pubblica nel 2015 La cosa più incredibile (Salani) e nel 2016 il thriller Brucio (Mondadori). Nell'ottobre del 2020 pubblica per Mondadori il noir Cadaveri a sonagli.
Il 5 giugno 2018 è uscito per Einaudi il suo primo romanzo poliziesco, "Fa troppo freddo per morire", in cui compare per la prima volta quello che è annunciato come un personaggio seriale, l'investigatore privato Contrera, le cui storie sono ambientate nel quartiere torinese di Barriera di Milano. La seconda avventura di Contrera, Il delitto ha le gambe corte, è stata pubblicata nell'aprile 2019. La terza, L'assassino ci vede benissimo, è stata pubblicata nel giugno del 2020. La quarta indagine del detective Contrera, Omicidio per principianti, è stata pubblicata nel maggio 2022.
Vive e lavora a Roma.

## Opere
- Mia sorella è una foca monaca, Fazi Editore, 2009, poi Einaudi, 2022 (finalista al premio Viareggio)
- Sette piccoli sospetti, Fazi Editore, 2010
- La sfuriata di Bet, Einaudi, 2011

- Il panico quotidiano, Einaudi, 2013
- La cosa più incredibile, Salani, 2015

- Brucio, Mondadori, 2016
- Cadaveri a sonagli, Mondadori, 2020

### Serie Investigatore Contrera
- Fa troppo freddo per morire, Einaudi, 2018
- Il delitto ha le gambe corte, Einaudi, 2019
- Il colpevole se ne frega, Einaudi, 2020 (racconto gratis solo in ebook)
- L'assassino ci vede benissimo, Einaudi, 2020
- Omicidio per principianti, Einaudi, 2022
- Non si uccide il primo che passa, Einaudi, 2023